# Bulbophyllum concinnum
Bulbophyllum concinnum är en orkidéart som beskrevs av Joseph Dalton Hooker. Bulbophyllum concinnum ingår i släktet Bulbophyllum och familjen orkidéer. Inga underarter finns listade i Catalogue of Life.